# Stephen Mwema
Stephen Mwema est un boxeur kényan né le 9 août 1963.

## Carrière
Stephen Mwema est médaillé d'or aux Jeux africains de Nairobi en 1987, battant en finale de la catégorie des poids coqs le Zimbabwéen Ndaba Dube.
Aux Jeux olympiques d'été de 1988 à Séoul, il est éliminé en quarts de finale dans la catégorie des poids coqs par l'Américain Kennedy McKinney.